# Que Ves?
"Que Ves?" é um single da banda brasileira de rock Tihuana. A canção faz parte do álbum de estreia do grupo, Ilegal (2000), e é uma versão de "¿Qué Ves?", do trio Divididos. Foi a décima sexta música mais executada no Brasil no ano de 2001.

## Créditos
Banda
- Egypcio: vocais, violão
- Román Laurito: baixo, vocal de apoio
- Leo Stuart: guitarra
- PG: bateria
- Baía: percussão

## Prêmios e indicações
| Ano  | Prêmio                 | Categoria                                | Resultado | Ref.  |
| ---- | ---------------------- | ---------------------------------------- | --------- | ----- |
| 2001 | MTV Video Music Brasil | Videoclipe do Ano - Escolha da Audiência | Indicado  | [ 7 ] |